# Карасёв, Владимир Фёдорович
Владимир Фёдорович Карасёв (1897—1956) — деятель советских органов государственной безопасности, член тройки НКВД по Кустанайской области.

## Биография
Родился в русской семье служащего, окончил 2-классное училище. Работал строгальщиком на Брянском машиностроительном заводе в посёлке Бежица, с января 1910 по июнь 1912, затем там же токарь по февраль 1915. Затем по той же специальности трудился на Радицком вагоностроительном заводе до ноября 1915, заводе братьев Кале в Орле до сентября 1917, на заводе Мамонтова в Курске до мая 1918. Потом не работал, проживая в посёлке Радица до ноября 1918. Оканчивал командные курсы Красной армии в Орле с ноября 1918 по сентябрь 1919. Был членом РКП(б) с 1918 до 1921, затем выбыл и восстановился в июле 1927. В Красной армии служил командиром взвода 49-го кавалерийского полка с сентября 1919 до января 1920, потом командиром взвода 53-го этапного батальона до апреля 1920, военкомом роты этого батальона до марта 1921, секретарём политического секретариата в Новочеркасске до июня 1921, командиром взвода частей особого назначения в Брянске до августа 1923.
Перешёл на работу в органы государственной безопасности, помощник уполномоченного Брянского губернского отдела ГПУ с августа 1923 до февраля 1928, затем на той же должности по Карачевскому уезду до мая 1929. Начальник Севского районного отдела ГПУ с мая 1929 до января 1932, начальник Климовского районного отдела ГПУ-НКВД до мая 1935, начальник Кировского районного отдела НКВД по Западной области до декабря 1936. После чего оперативный уполномоченный 6-го отдела УГБ НКВД Казахской АССР до июля 1937, помощник начальника отделения УГБ НКВД Казахской ССР там же до марта 1938, и на этой должности являлся членом областной тройки НКВД. Становится начальником отделения, работает на этой должности с марта 1938 до апреля 1939, затем занимает должность начальника Управления НКВД по Алма-Атинской области до сентября 1941. Переведён на должность помощника начальника Управления НКВД Южно-Казахстанской области, где работает с сентября 1941 до июня 1942.
Потом следует перевод в систему ГУЛАГ, работает начальником ОЧО (оперативно-чекистского отдела) в Управлении Актюбинского ИТЛ и строительства комбината НКВД с июня 1942 до января 1945. В дальнейшем служит начальником ОЧО и заместитель начальника Управления Соликамского ИТЛ и строительства Соликамского целлюлозно-бумажного комбината с января 1945 до марта 1947. Заместитель начальника 1-го специального отдела Управления МВД по Орловской области с 24 мая 1947 до ноября 1949, затем заместитель начальника отдела Управления МГБ по этой области до марта 1951. После чего пенсионер органов МВД.

### Звания
- лейтенант государственной безопасности, 9 февраля 1936;
- капитан государственной безопасности, 17 мая 1939;
- подполковник государственной безопасности, 11 февраля 1943.

### Награды
- орден «Знак Почёта», 29 апреля 1943;
- орден Красного Знамени, 15 января 1945;
- орден Ленина, 30 апреля 1946;
- орден Красного Знамени;
- две медали.